# Leopoldamys diwangkarai
Leopoldamys diwangkarai — вид пацюків (Rattini) з південно-східної Азії.

## Морфологічна характеристика
Довжина голови й тулуба від 197 до 225 мм, довжина хвоста від 293 до 317 мм, довжина лапи від 42.7 до 49 мм, довжина вуха вух від 20 до 27 мм, вага до 190 грамів. Хутро довше і м'якше, ніж у інших видів того ж роду. Верх коричневий, а черевні частини білі. Лінія поділу вздовж боків чітка. Зовнішня частина ніг чорнувата. Хвіст значно довший за голову і тулуб, темний зверху і білий знизу.

## Поширення й екологія
Цей вид відомий з трьох місцевостей у Каліматані та Яві, Індонезія. Мешкає в первинних низинних і гірських лісах.

## Загрози й охорона
Про загрози нічого не відомо. Два з трьох відомих місць — усередині національних парків: Національний парк Букіт Бака, Західний Калімантан, і Національний парк Сібодас Геде Пангранго, Західна Ява.